# 1978-as labdarúgó-világbajnokság-selejtező (AFC–OFC)
Az 1978-as labdarúgó-világbajnokság selejtezőjének összevont AFC és OFC-zónájában összesen 21 nemzet versenyzett az 1 világbajnoki helyért, de Srí Lanka, Észak-Korea, Irak és az Egyesült Arab Emírségek még a selejtezők kezdete előtt visszalépett, így végül 17 csapattal bonyolították le a selejtezősorozatot. Izrael 1974-től az OFC tagja volt. Dél-Vietnám nem indult a selejtezőkben, miután Vietnám része lett.

## Lebonyolítás
- Első forduló: a 21 csapatot öt csoportba sorsolták és különböző szabályok szerint döntöttek el a továbbjutó helyekről. 
  - 1. csoport: ebben a csoportban 6 csapat szerepelt és csak egy alkalommal játszották egymás ellen a csapatok. Az összes mérkőzést Szingapúrban rendezték. Az első két helyen végző csapat továbbjutott a második fordulóba.
  - 2–3. csoport: ezekben a csoportokban egyaránt 4 csapat szerepelt és oda-visszavágós rendszerben, hazai pályán és idegenben is egyaránt megmérkőztek egymással a csapatok. A két csoportgyőztes továbbjutott a második fordulóba.
  - 4. csoport: ebben a csoportban 4 csapat szerepelt és oda-visszavágós rendszerben, hazai pályán és idegenben is egyaránt megmérkőztek egymással a csapatok. Az összes mérkőzését Dohában, Katarban játszották. A csoportgyőztes továbbjutott a második fordulóba.
  - 5. csoport: ebben a csoportban 3 csapat szerepelt és oda-visszavágós rendszerben, hazai pályán és idegenben is egyaránt megmérkőztek egymással a csapatok. A csoportgyőztes továbbjutott a második fordulóba.
- Második forduló: az 5 továbbjutó csapat oda-visszavágós rendszerben, hazai pályán és idegenben is egyaránt megmérkőzött egymással. A csoportgyőztes kijutott az 1978-as világbajnokságra.

## Első forduló

### 1. csoport
| Hely. | Csapat    | M | Gy | D | V | G+ | G– | Gk | P | Továbbjutás            |   | Hongkong | Szingapúr | Malajzia | Indonézia | Thaiföld | Srí Lanka |
| ----- | --------- | - | -- | - | - | -- | -- | -- | - | ---------------------- | - | -------- | --------- | -------- | --------- | -------- | --------- |
| 1.    | Hongkong  | 4 | 2  | 2 | 0 | 9  | 5  | +4 | 6 | Pótselejtezőt játszott |   | —        | –         | –        | 4–1       | 2–1      | –         |
| 2.    | Szingapúr | 4 | 2  | 1 | 1 | 5  | 6  | −1 | 5 | Pótselejtezőt játszott |   | 2–2      | —         | 1–0      | 0–4       | 2–0      | –         |
| 3.    | Malajzia  | 4 | 1  | 2 | 1 | 7  | 6  | +1 | 4 |                        |   | 1–1      | –         | —        | –         | 6–4      | –         |
| 4.    | Indonézia | 4 | 1  | 1 | 2 | 7  | 7  | 0  | 3 |                        | – | –        | 0–0       | —        | –         | –        |           |
| 5.    | Thaiföld  | 4 | 1  | 0 | 3 | 8  | 12 | −4 | 2 |                        | – | –        | –         | 3–2      | —         | –        |           |
| 6.    | Srí Lanka | 0 | 0  | 0 | 0 | 0  | 0  | 0  | 0 | Visszalépett           |   | –        | –         | –        | –         | –        | —         |

### 2. csoport
| Hely. | Csapat      | M | Gy | D | V | G+ | G– | Gk | P | Továbbjutás                  |     | Dél-Korea | Izrael | Japán | Észak-Korea |
| ----- | ----------- | - | -- | - | - | -- | -- | -- | - | ---------------------------- | --- | --------- | ------ | ----- | ----------- |
| 1.    | Dél-Korea   | 4 | 2  | 2 | 0 | 4  | 1  | +3 | 6 | Bejutott a második fordulóba |     | —         | 3–1    | 1–0   | –           |
| 2.    | Izrael      | 4 | 2  | 1 | 1 | 5  | 3  | +2 | 5 |                              |     | 0–0       | —      | 2–0   | –           |
| 3.    | Japán       | 4 | 0  | 1 | 3 | 0  | 5  | −5 | 1 |                              | 0–0 | 0–2       | —      | –     |             |
| 4.    | Észak-Korea | 0 | 0  | 0 | 0 | 0  | 0  | 0  | 0 | Visszalépett                 |     | –         | –      | –     | —           |

### 3. csoport
| Hely. | Csapat       | M | Gy | D | V | G+ | G– | Gk | P | Továbbjutás                  |     | Irán | Szaúd-Arábia | Szíria | Irak |
| ----- | ------------ | - | -- | - | - | -- | -- | -- | - | ---------------------------- | --- | ---- | ------------ | ------ | ---- |
| 1.    | Irán         | 4 | 4  | 0 | 0 | 8  | 0  | +8 | 8 | Bejutott a második fordulóba |     | —    | 2–0          | 2–0    | –    |
| 2.    | Szaúd-Arábia | 4 | 1  | 0 | 3 | 3  | 7  | −4 | 2 |                              |     | 0–3  | —            | 2–0    | –    |
| 3.    | Szíria       | 4 | 1  | 0 | 3 | 2  | 6  | −4 | 2 |                              | 0–1 | 2–1  | —            | –      |      |
| 4.    | Irak         | 0 | 0  | 0 | 0 | 0  | 0  | 0  | 0 | Visszalépett                 |     | –    | –            | –      | —    |

### 4. csoport
| Hely. | Csapat                  | M | Gy | D | V | G+ | G– | Gk | P | Továbbjutás                  |     | Kuvait | Bahrein | Katar | Egyesült Arab Emírségek |
| ----- | ----------------------- | - | -- | - | - | -- | -- | -- | - | ---------------------------- | --- | ------ | ------- | ----- | ----------------------- |
| 1.    | Kuvait                  | 4 | 4  | 0 | 0 | 10 | 2  | +8 | 8 | Bejutott a második fordulóba |     | —      | 2–1     | 4–1   | –                       |
| 2.    | Bahrein                 | 4 | 1  | 0 | 3 | 4  | 6  | −2 | 2 |                              |     | 0–2    | —       | 3–0   | –                       |
| 3.    | Katar                   | 4 | 1  | 0 | 3 | 3  | 9  | −6 | 2 |                              | 0–2 | 2–0    | —       | –     |                         |
| 4.    | Egyesült Arab Emírségek | 0 | 0  | 0 | 0 | 0  | 0  | 0  | 0 | Visszalépett                 |     | –      | –       | –     | —                       |

### 5. csoport
| Hely. | Csapat     | M | Gy | D | V | G+ | G– | Gk  | P | Továbbjutás                  |  | Ausztrália (ország) | Új-Zéland | Kínai Köztársaság |
| ----- | ---------- | - | -- | - | - | -- | -- | --- | - | ---------------------------- |  | ------------------- | --------- | ----------------- |
| 1.    | Ausztrália | 4 | 3  | 1 | 0 | 9  | 3  | +6  | 7 | Bejutott a második fordulóba |  | —                   | 3–1       | 3–0               |
| 2.    | Új-Zéland  | 4 | 2  | 1 | 1 | 14 | 4  | +10 | 5 |                              |  | 1–1                 | —         | 6–0               |
| 3.    | Tajvan     | 4 | 0  | 0 | 4 | 1  | 17 | −16 | 0 | Visszalépett                 |  | 1–2                 | 0–6       | —                 |

## Második forduló
| Hely. | Csapat     | M | Gy | D | V | G+ | G– | Gk  | P  | Továbbjutás                          |     | Irán | Dél-Korea | Kuvait | Ausztrália (ország) | Hongkong |
| ----- | ---------- | - | -- | - | - | -- | -- | --- | -- | ------------------------------------ | --- | ---- | --------- | ------ | ------------------- | -------- |
| 1.    | Irán       | 8 | 6  | 2 | 0 | 12 | 3  | +9  | 14 | Kijutott az 1978-as világbajnokságra |     | —    | 2–2       | 1–0    | 1–0                 | 3–0      |
| 2.    | Dél-Korea  | 8 | 3  | 4 | 1 | 12 | 8  | +4  | 10 |                                      |     | 0–0  | —         | 1–0    | 0–0                 | 5–2      |
| 3.    | Kuvait     | 8 | 4  | 1 | 3 | 13 | 8  | +5  | 9  |                                      | 1–2 | 2–2  | —         | 1–0    | 4–0                 |          |
| 4.    | Ausztrália | 8 | 3  | 1 | 4 | 11 | 8  | +3  | 7  |                                      | 0–1 | 2–1  | 1–2       | —      | 3–0                 |          |
| 5.    | Hongkong   | 8 | 0  | 0 | 8 | 5  | 26 | −21 | 0  |                                      | 0–2 | 0–1  | 1–3       | 2–5    | —                   |          |

## Kijutott csapatok
Az alábbi csapat jutott ki az AFC-zónából az 1978-as labdarúgó-világbajnokságra.
| Csapat | Kijutás               | Kijutás dátuma     | Korábbi részvételek a világbajnokságon |
| ------ | --------------------- | ------------------ | -------------------------------------- |
| Irán   | A 2. forduló győztese | 1977. november 25. | 0 (debütálás)                          |